# 王地子
王地子（1913年—1987年），男，江苏无锡人，中国文艺工作者，曾任中国人民革命军事博物馆副馆长，中华全国戏剧工作者协会常务委员，中国杂技艺术家协会顾问。